# ガーンジー種

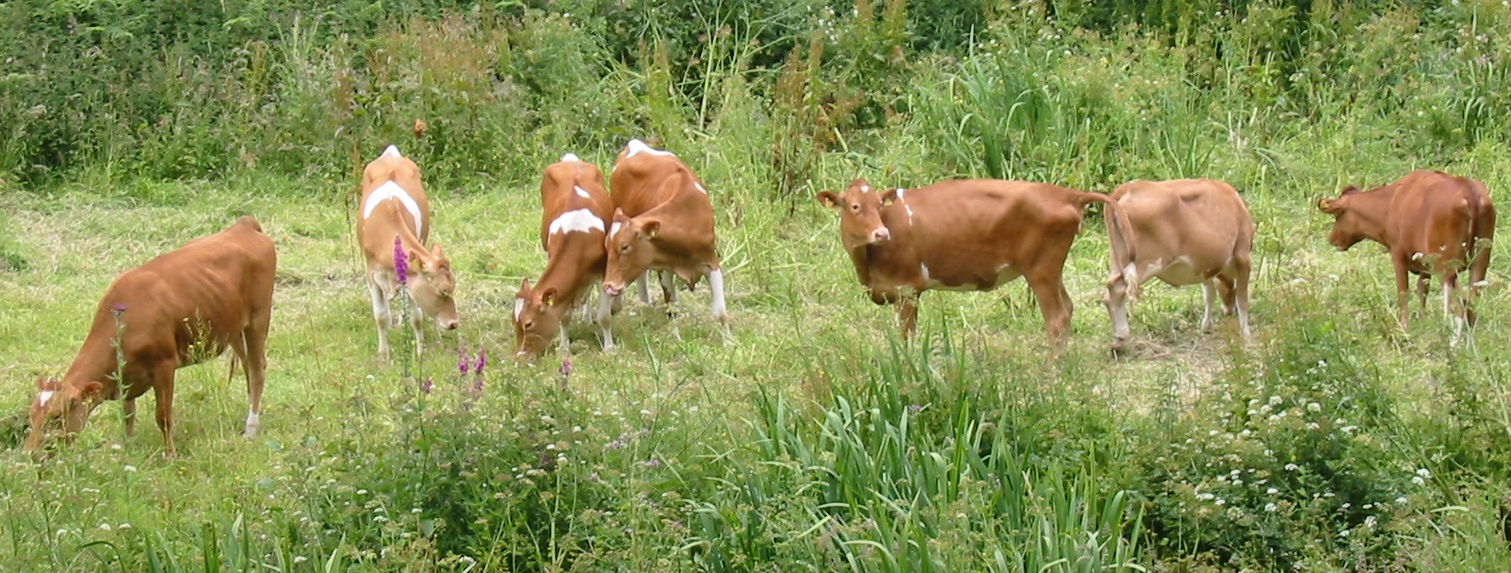
セント・セイヴィア (ガーンジー)のガーンジー種のメス

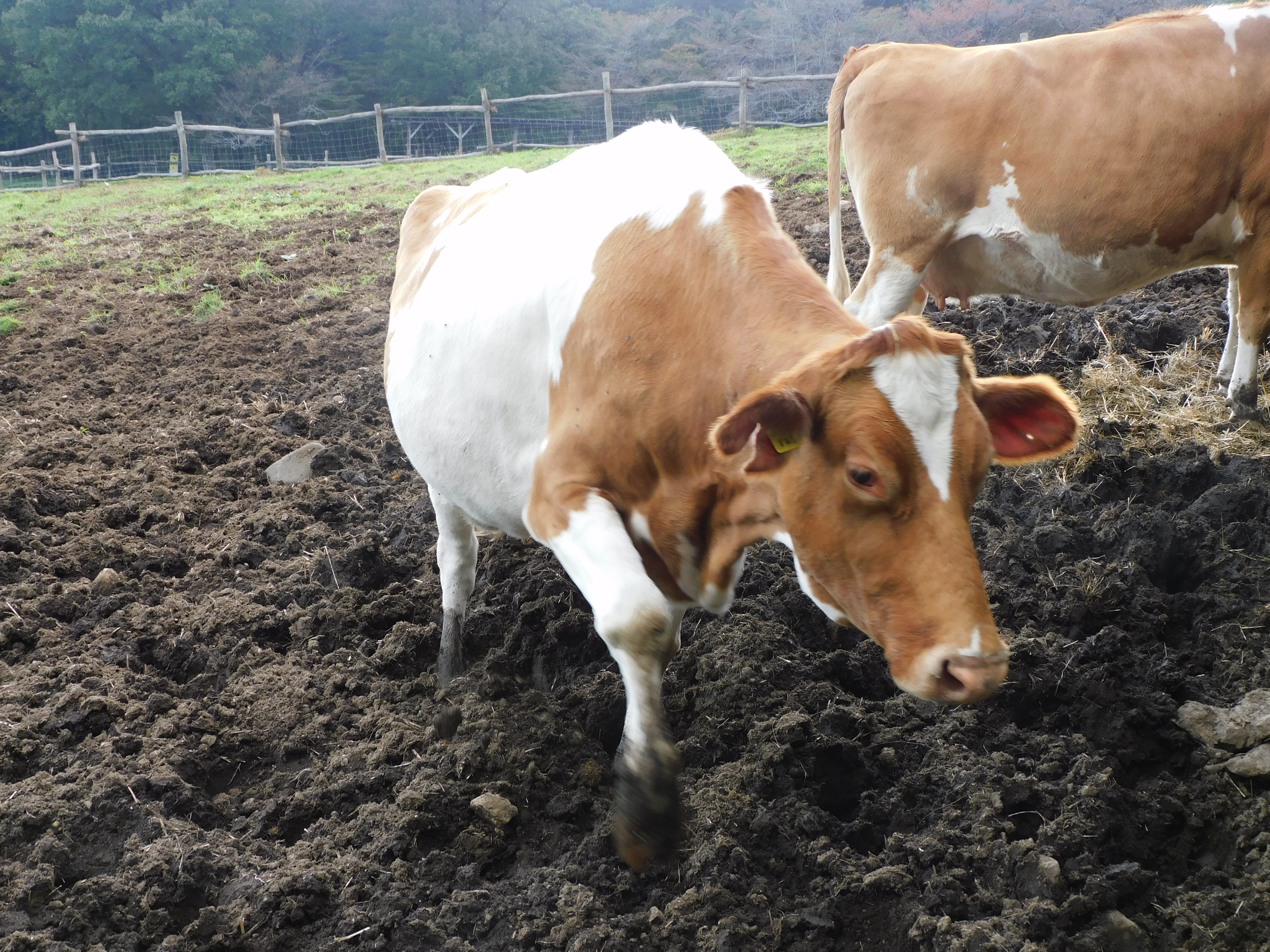
南ヶ丘牧場（栃木県那須町）のガーンジー種
南ヶ丘牧場では「ガーンジィ牛」と称する。

ガーンジー種（ガーンジーしゅ、英語: Guernsey）は、チャネル諸島ガーンジー島発祥の乳用種のウシ。ガンジー種、ガーンジィ牛とも称する。体は黄褐色または赤に白のまだら模様で、丈夫で従順である。牛乳は香りが豊かで、脂質とタンパク質分が多く、β-カロテンの含有量が多いため黄金色を呈する。オルダニー種（絶滅）、ジャージー種と並ぶチャネル諸島牛の1種である。

## 歴史
ガーンジー種は19世紀にイギリスの王室属領であるチャネル諸島ガーンジー島で初めて記録されたウシで、その起源は不明である:1。ガーンジー島にウシが導入されたのは中世の頃で、運搬が目的であった:192。
フランス本土から輸入されたものと見られ、ノルマンディーのブリンドル種やブルターニュのフロマン・デュ・レオンと似た特徴を持つ。ジャージー種と同じくノルマン種とブルトン種の双方の影響を受けているが、ジャージー種がブルトン種の影響が強いのに対し、ガーンジー種はノルマン種の影響が強い。18世紀のオランダのウシの影響も受けている:4。その頃よりチャネル諸島からイングランドへ大量のウシが輸出され、中にはフランスからもたらされたウシが含まれていた:3。1819年にガーンジー島ではフランスからのウシの輸入が法律で禁止されたが、1877年までイギリスからのウシの輸入が続いた:192。第二次世界大戦中にオルダニー島から移された一部のウシは、ガーンジー種に統合された。
ガーンジー島にとってウシや精液の輸出は長きにわたり島の重要な経済資源であり、20世紀初頭にはアメリカに向けて大量にガーンジー種が輸出された。2012年のアメリカ家畜品種保護団体のウォッチリストによると、アメリカ国内での年間登録数は2,500頭未満であり、全世界の頭数は10,000頭未満と見積もられている。
日本には明治時代末期にもたらされた。2019年現在、日本国内でガーンジー種を飼育しているのは栃木県（那須町の南ヶ丘牧場、「ガーンジィゴールデンミルク」）、新潟県（長岡市の加勢牧場、「ガンジー牛乳」）、大分県（竹田市のくじゅう高原ガンジー牧場、「ガンジー牛乳」）にある3牧場のみで、全国で約200頭が飼われている。かつては興真乳業でもガンジー牛乳を生産していた。

## 特徴

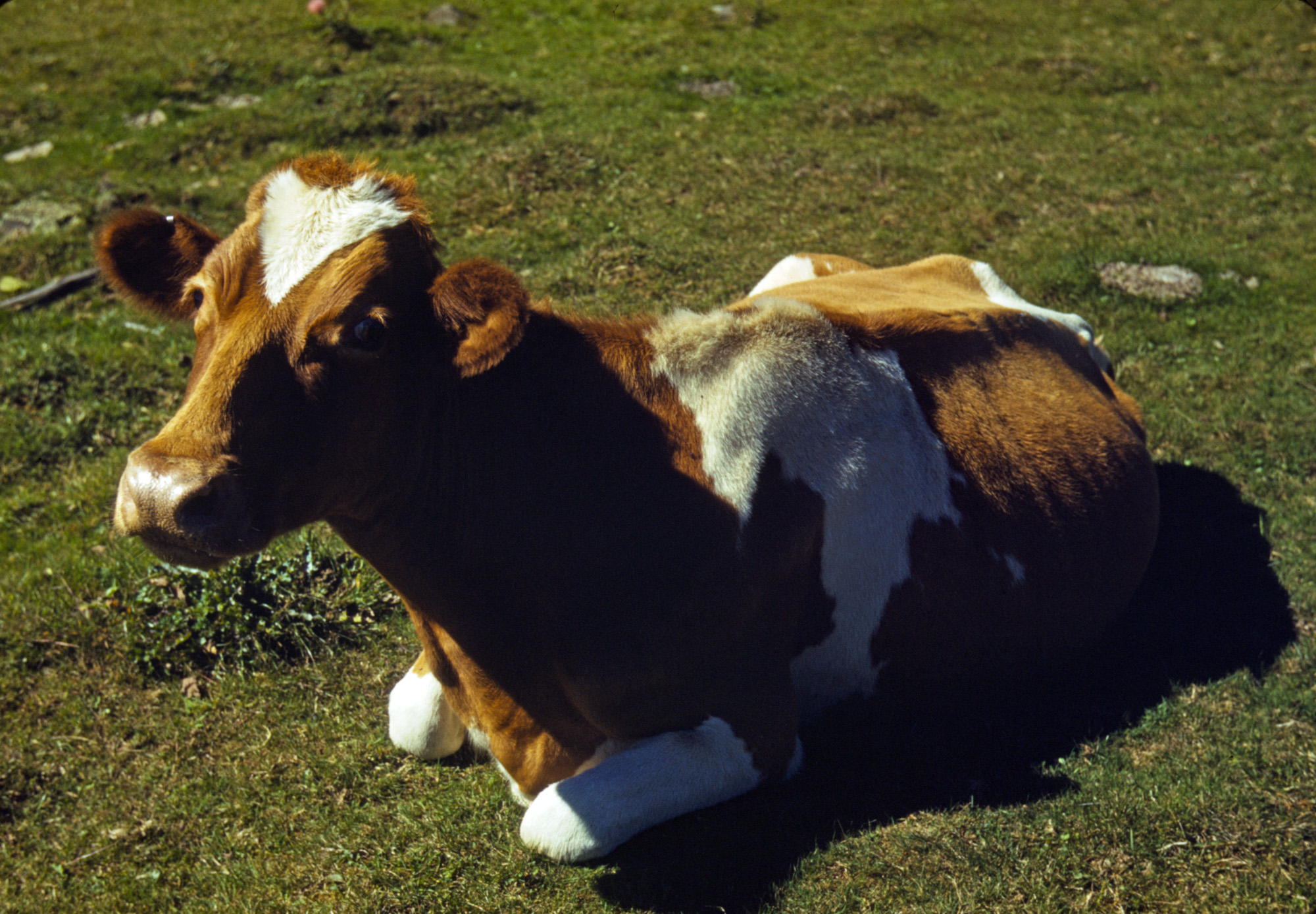
アメリカのガーンジー種

ガーンジー種は中程度の大きさであり、雌牛は450 - 500 kg、雄牛は600 - 700 kgである。体は黄褐色または赤色であり、白いまだら模様が入る個体と入らない個体がいる:192。ガーンジー種は風味豊かな牛乳を産出する。伝統的に、長命で分娩に難がなく、よく草を食べ、相対的に小柄と、牛乳生産上、効率の良いウシであった:192。これらの利点は人為選択の進展によって損なわれ、より大型でより足の長いウシが選好されるようになった。ガーンジー種はもはや伝統的な特性を示さなくなってきており、特にホルスタインとの交配が為された個体に顕著である:192。
ジャージー種よりも1まわり大きく、骨太で粗野である。環境への適応性が高く、リチャード・バードの南極探検に同行し、基地で生乳を生産したという逸話がある。

## 利用
ガーンジー種は乳用種であり、一般に搾乳のためだけに飼育される。6 - 8歳になると搾乳から外され、牛肉または加工肉にされる。
牛乳は、体内でビタミンAに変わるプロビタミンの1種であるβ-カロテンが豊富であるため黄金色をしている:192。乳脂肪分を5%、タンパク質を3.7%含有する。1頭当たり年間6,000 L の牛乳を産出する。一般的な乳牛と比べると、半分の産出量である。栄養価が高く、希少であることから「ゴールデンミルク」や「貴族の牛乳」の異名を持つ。